# Isla de los Ratones
La isla de los Ratones, también conocida como isla Marnay es una isla española de Cantabria. Este minúsculo islote es llamado y considerado isla por la población de la bahía de Santander. Se encuentra al fondo de dicha bahía frente a la localidad de Elechas (Marina de Cudeyo), junto al gaseoducto de Calatrava. Cuenta con una vieja construcción que en su día fue un polvorín. Se la suele confundir con la isla de la Torre, que se encuentra en Santander, frente a la playa de los Bikinis.
- Datos: Q3394738